# زلزال مياغي 1936
وقعَ زلزال مياغي 1936 (باليابانيَّة: 1936年宮城県沖地震 أو 1936年金華山沖地震)
```
بتاريخ 3 نوفمبر عام 1936 في تمام الساعة الخامسة وخمسة وأربعون دقيقة بحسب التوقيت المحليّ 
لمحافظة مياغي
 
اليابانيَّة
. وبلغت شدَّته 7.2 درجات على مقياس الشدة الموجيّ السطحيّ (أي ما يعادل 7.4 درجات تبعًا لمقياس شدَّة العزم الزلزاليّ الخاص 
بوكالة الأرصاد الجويَّة اليابانيَّة
).
[
2
]
[
3
]
 وقع مركز الزلزال قبالة محافظة مياغي. أدّى هذا الزلزال إلى إصابة أربع أشخاص، فضلًا عن وقوع أضرار ماديَّة في عدد المباني الواقعة ضمن المنطقة المتأثرة.
[
4
]
 شهدت قرية إسوبه (磯部) التي تتبع حاليًا لمدينة 
سوما
 
بمحافظة فوكوشيما
 انهيار مبنى تجاريّ صغير.
[
5
]
 هذا وقد وثِّقَ وقوع 
تسونامي
 أعقب الزلزال.
[
6
]
```

كان زلزال عام 1936 واحدًا من الزلازل ما بين الصفيحية متكررة الحدوث التي شهدت سواحل محافظة مياغي وقوعها كل نحو 37 عامًا.

## وصلات خارجية
- المركز الدوليّ للعلوم الزلزاليَّة - مصادر منشورة وبيانات أوليَّة حول الزلزال (بالإنجليزية)